# 麻城市

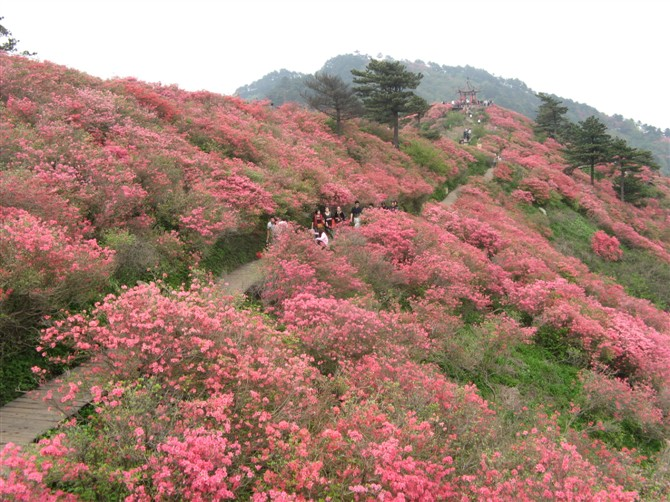
亀峰山のツツジ群生地

麻城市（まじょう-し）は中華人民共和国湖北省黄岡市に位置する県級市。

## 地理
麻城市は湖北省北東部、大別山南麓、鄂豫皖の境界に位置するに位置している。地形の40%を山地、30%を丘陵地が締めている。歴史上の黄麻起義の起点として知られる。

## 歴史
麻城の名称は後趙の部将である麻秋がこの地に城を築いたことに由来する。
秦代は南郡に属し、漢代には西陵と改称された。598年（開皇18年）に麻城県が設置され、1986年5月27日に県級市として改編され現在に至っている。

## 行政区画
- 街道：竜池街道、鼓楼街道、南湖街道
- 鎮：中館駅鎮、宋埠鎮、歧亭鎮、白果鎮、夫子河鎮、閻家河鎮、亀山鎮、塩田河鎮、張家畈鎮、木子店鎮、三河口鎮、黄土崗鎮、福田河鎮、乗馬崗鎮、順河鎮
- 郷：鉄門崗郷